# Totoia splendida
Totoia splendida är en skalbaggsart som beskrevs av Federico Ocampo 2003. Totoia splendida ingår i släktet Totoia och familjen Hybosoridae. Inga underarter finns listade i Catalogue of Life.